# 菟葵
菟葵（学名：Eranthis stellata）为毛茛科菟葵属下的一个种。